# Biografielijst Fi

## Fia
- Franca Fiacconi (1965), Italiaans atlete
- Lupe Fiasco (1981), Amerikaans rapper

## Fib
- Helena Fibingerová (1949), Tsjecho-Slowaaks/Tsjechisch atlete
- Leonardo Fibonacci (ca.1170-1240), Italiaans wiskundige

## Fic
- Julien Ficher (1888-1989), Belgisch beeldend kunstenaar en pedagoog
- Peter Fick (1913-1980), Amerikaans zwemmer
- Willem Fick (1887-1971), Nederlands jurist
- Robert Fico (1964), Slowaaks premier
- Bénédicte Ficq (1957), Nederlands advocate
- Jan Ficq (1923-2005), Nederlands burgemeester
- René Ficq (1939), Nederlands jurist
- Ferenc Ficza (1996), Hongaars autocoureur

## Fid
- Amp Fiddler, Amerikaans muzikant

## Fie
- Cyrus West Field (1819-1892), Amerikaans zakenman
- Rebecca Field, Amerikaans actrice
- Syd Field (1935-2013), Amerikaans scenarioschrijver
- Ted Field (1953), Amerikaans filmproducent, ondernemer en autocoureur
- W.C. Fields (1880-1946), Amerikaans komiek
- Ralph Fiennes (1962), Brits acteur
- Anton Fier (1956-2022) Amerikaans drummer, muziekproducent, componist en orkestleider
- André Fierens (1898-1972), Belgisch voetballer
- Hippolyte Fierens-Gevaert (1870-1926), Belgisch kunsthistoricus, conservator, hoogleraar en zanger
- Marc Fierstra (1959), Nederlands jurist
- Ferdinand Fiévez (1920-1991), Nederlands politicus
- Jean Fievez (1910-1997), Belgisch voetballer

## Fif
- Ilias Fifa (1989), Spaans atleet
- James Fifer (1930-1986), Amerikaans roeier

## Fig
- Laurent Fignon (1960-2010), Frans wielrenner
- Luís Figo (1972), Portugees voetballer
- Montserrat Figueras (1948-2011), Spaans sopraan
- José María Hipólito Figueres Ferrer (1906-1990), Costa Ricaans staatsman
- Elías Figueroa (1946), Chileens voetballer
- Enrique Figuerola (1938), Cubaans atleet

## Fik
- Gerrit Fikkert (1911-2008). Nederlands jurist
- Olga Fikotová (1932), Tsjecho-Slowaaks-Amerikaans atlete
- Margje Fikse (1975), Nederlands tv-presentatrice en journaliste

## Fil

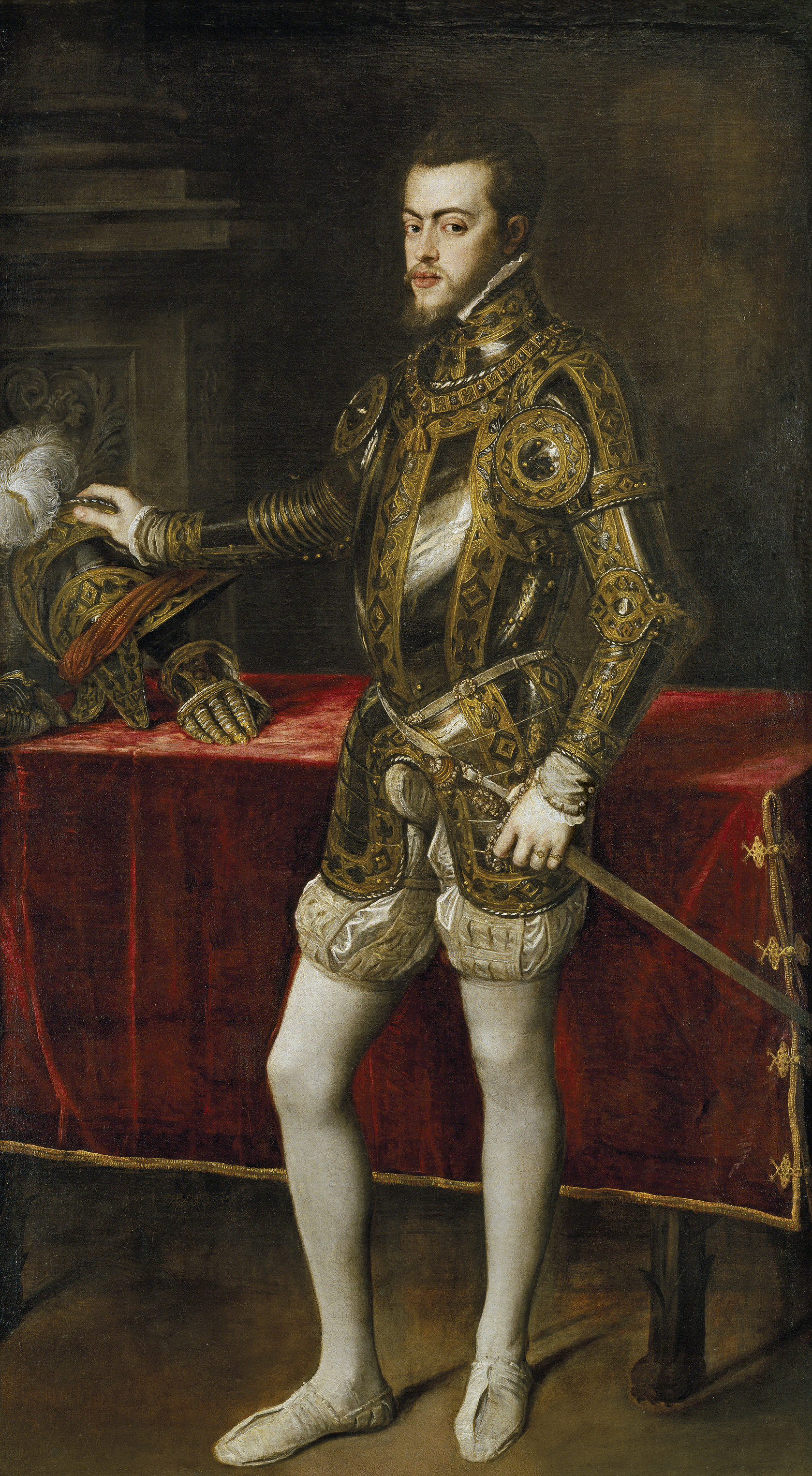
Filips II van Spanje

- Filastrius van Brescia (4e eeuw), heilige, bisschop, heresioloog
- Sergej Filatov (1926-1997), Sovjet-Russisch ruiter
- Hans Filbinger (1913-2007), Duits jurist en politicus
- Josh Files (1991), Brits autocoureur
- Nicolás Filiberti (1977), Argentijns autocoureur
- Jim Filice (1962), Amerikaans motorcoureur
- Filip (1960), koning van België (2013-heden)
- Amanda Filipacchi (1967), Amerikaans schrijfster en feminist
- Anton Filippov (1986), Oezbeeks schaker
- Filips I van Nassau-Weilburg (1368-1429), graaf van Nassau-Weilburg (1371-1429), graaf van Saarbrücken (1381-1429)
- Filips I van Nassau-Wiesbaden-Idstein (1492-1558), graaf van Nassau-Wiesbaden-Idstein (1511-1554)
- Filips II van Nassau-Saarbrücken (1509-1554), graaf van Saarbrücken en Saarwerden (1544-1554)
- Filips II van Nassau-Weilburg (1418-1492), graaf van Nassau-Weilburg (1429-1490)
- Filips II van Nassau-Wiesbaden-Idstein (1516-1566), graaf van Nassau-Wiesbaden-Idstein (1536-1566)
- Filips II van Spanje (1527-1598), koning van Spanje (1556-1598)
- Filips III van Nassau-Saarbrücken (1542-1602), graaf van Nassau-Neuweilnau (1559-1602), graaf van Saarbrücken en Saarwerden (1574-1602)
- Filips III van Nassau-Weilburg (1504-1559), graaf van Nassau-Weilburg (1523-1559)
- Filips V van Waldeck-Landau (ca. 1519/20-1584), Duits graaf en kanunnik
- Filips VII van Waldeck-Wildungen (1613-1645), Duits graaf
- Filips de Goede (1396-1467), hertog van Bourgondië (1419-1467)
- Filips de Schone (1478-1506), hertog van Bourgondië (1482-1506), koning van Castilië (1504-1506)
- Filips van Nassau-Idstein (1450-1509), graaf van Nassau-Idstein (1480-1509)
- Mark Filip (1966), Amerikaans minister
- Anatoli Vasiljevitsj Filiptsjenko (1928-2022), Russisch ruimtevaarder
- Peter Fill (1982), Italiaans alpineskiër
- Jan Fillekers (1938), Nederlands programmamaker en acteur
- John Filippi (1995), Frans autocoureur
- Luca Filippi (1985), Italiaans autocoureur
- Luigi de Filippis (1922), Italiaans autocoureur
- Maria Teresa de Filippis (1926-2016), Italiaans autocoureur (eerst vrouw in de Formule 1)
- Juliaan Filliers (1875-1936), Belgisch politicus
- Abigail Powers Fillmore (1798-1853), Amerikaans first lady
- Millard Fillmore (1800-1874), Amerikaans president (1850-1853)
- François Fillon (1954), Frans premier
- Quentin Fillon Maillet (1992), Frans biatleet
- Bogdan Filov (1883-1945), Bulgaars politicus
- Anton Fils (1733-1760), Duits componist

## Fim
- Liene Fimbauere (1989), Lets alpineskiester

## Fin

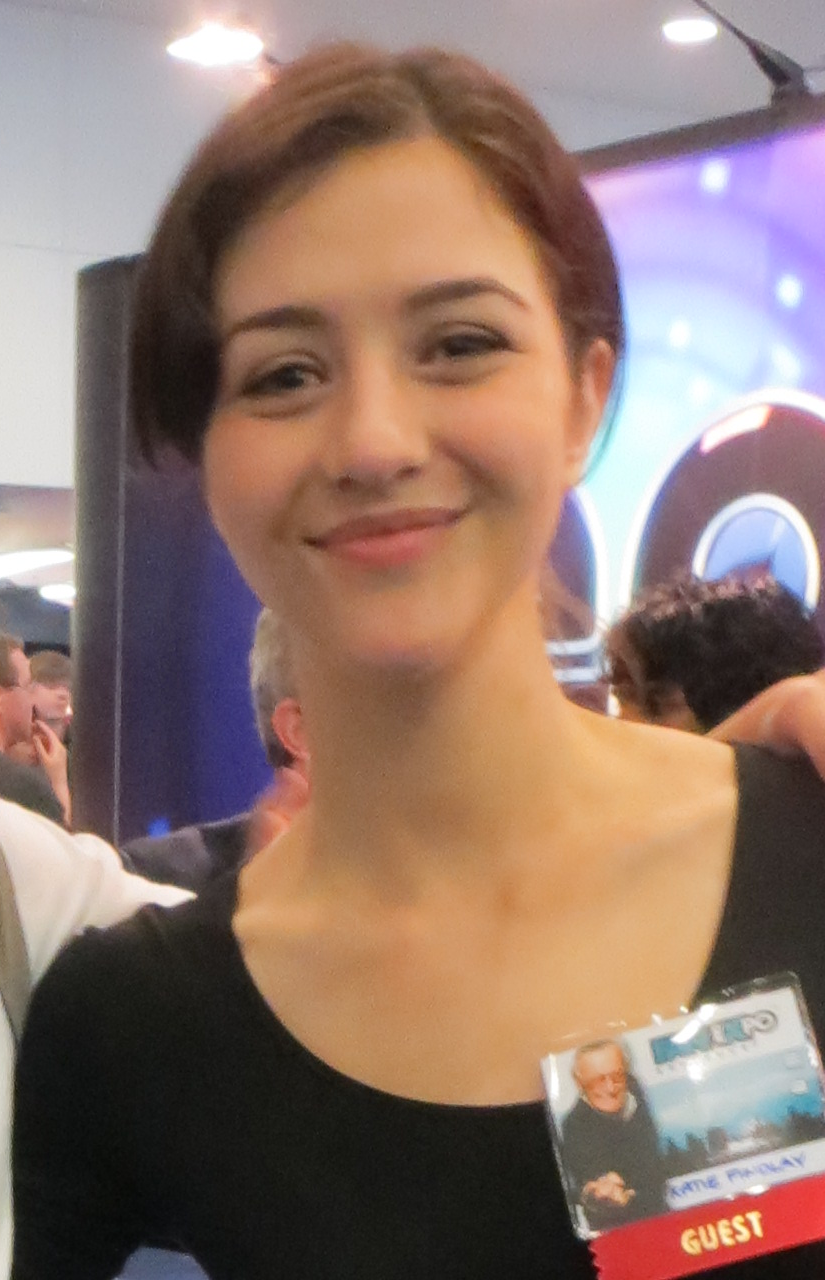
Katie Findlay, 2013

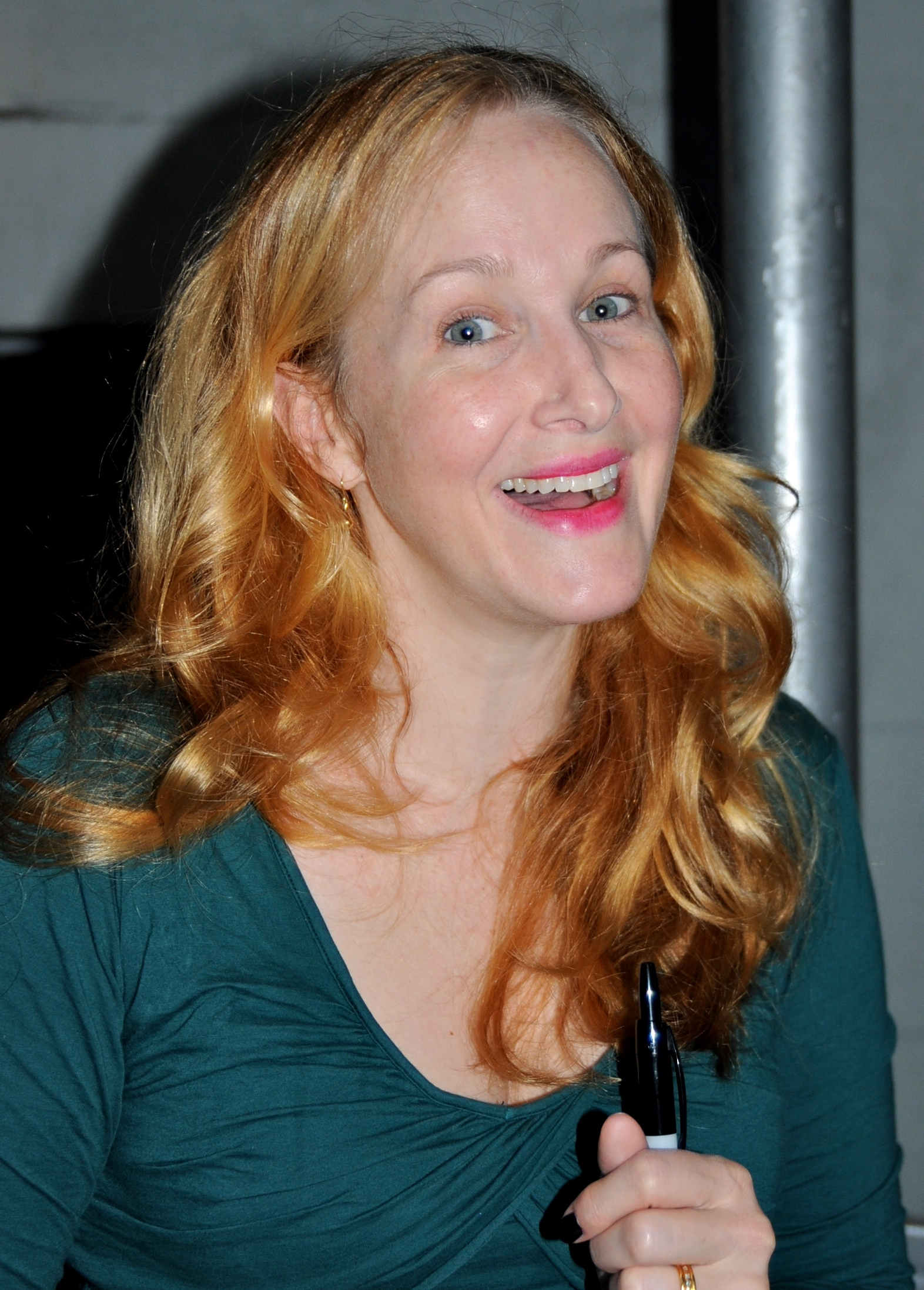
Katie Finneran, 2012

- Catrin Finch (1980), Welsh harpiste en componiste
- Willy Finch (1854-1930), Brits-Belgisch-Fins schilder
- David Fincher (1962), Amerikaans filmregisseur
- Stijn Fincioen (1980), Belgisch atleet
- Conn Findlay (1930), Amerikaans roeier
- Katie Findlay (1990), Canadees actrice
- Reuben Fine (1914-1993), Amerikaans schaker
- Benjamin Finegold (1969), Amerikaans schaker
- Achille Finet (1863-1913), Frans botanicus
- Louis Finet (1894-?), Belgisch ruiter
- Paul Finet (1897-1965), Belgisch politicus en syndicalist
- Théophile Finet (1837-1910), Belgisch politicus
- Gianfranco Fini (1952), Italiaans politicus
- Alejandro Finisterre (1919-2007), Galicisch dichter, uitvinder en redacteur
- Nic Fink (1993), Amerikaans zwemmer
- Robert Finke (1999), Amerikaans zwemmer
- Fyvush Finkel (1922-2016), Amerikaans acteur
- Norman Finkelstein (1953), Joods-Amerikaans politicoloog
- Herman Finkers (1954), Nederlands cabaretier
- Greg Finley (1947), Amerikaans acteur en scenarioschrijver
- Alec Finn (1944-2018), Iers folkmuzikant
- Mickey Finn (1947-2003), Brits percussionist
- Neil Finn (1958), Nieuw-Zeelands popmusicus
- Tim Finn (1952), Nieuw-Zeelands popmusicus
- Katie Finneran (1971), Amerikaans actrice
- Albert Finney (1936), Brits acteur
- Sir Tom Finney (1922-2014), Engels voetballer
- Niels Ryberg Finsen (1860-1904), Deens arts en Nobelprijswinnaar
- Fran Saleški Finžgar (1871-1962), Sloveens schrijver
- Gerald Finzi (1901-1956), Brits componist

## Fio
- Damiano Fioravanti, Italiaans autocoureur
- John Fiore, Amerikaans acteur, filmproducent en scenarioschrijver

## Fir
- Andrew Fire (1959), Amerikaans bioloog

## Fis

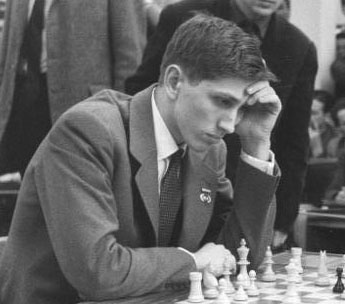
Bobby Fischer

- Andrew Fiscella (1966), Amerikaans acteur
- Andrea Fischbacher (1985), Oostenrijks alpineskiester
- Artur Fischer (1919-2016), Duits uitvinder en industrieel
- Bobby Fischer (1943-2008), Amerikaans schaker
- Carsten Fischer (1961), Duits hockeyer
- Edmond Fischer (1920-2021), Zwitsers-Amerikaans biochemicus en Nobelprijswinnaar
- Emil Fischer (1852-1919), Duits scheikundige en Nobelprijswinnaar
- Ernst Otto Fischer (1918-2007), Duits scheikundige en Nobelprijswinnaar
- Franz Fischer (1901-1989), Duits oorlogsmisdadiger
- Gerrit Fischer (1916-1984), Nederlands voetballer
- Gotthilf Fischer (1928-2021), Duits koorleider
- Hans Fischer (1881-1945), Duits organisch scheikundige en Nobelprijswinnaar
- Jaap Fischer (1946), Nederlands zanger
- Jenna Fischer (1974), Amerikaans actrice
- Jeroen Fischer (1966), Belgisch atleet
- Joschka Fischer (1948), Duits politicus
- Joseph Fischer (1780-1862), Duits operazanger, impresario en componist
- Julia Fischer (1983), Duits violiste
- Murilo Fischer (1979), Braziliaans wielrenner
- Rodolfo Fischer (1944-2020), Argentijns voetballer
- Stanley Fischer (1943-2025), Israëlisch-Amerikaans econoom en bankier
- Oskar Fischer (1923-2020), Oost-Duits politicus
- Takayo Fischer (1932), Amerikaans actrice
- Viktor Fischer (1994), Deens voetballer
- Patrick Fischler (1969), Amerikaans acteur
- Dominik Fischnaller (1993), Italiaans rodelaar
- Roland Fischnaller (1980), Italiaans snowboarder
- Maria Fiselier (1988), Nederlands operazangeres
- Pieter von Fisenne (1837-1914), Nederlands politicus, o.a. Eerste Kamerlid
- Louis von Fisenne (1874-1939), Nederlands politicus, o.a. lid van Provinciale- en Gedeputeerde Staten van Zuid-Holland
- Louis von Fisenne (1911-1990), Nederlands burgemeester
- Mardy Fish (1981), Amerikaans tennisser
- Laurence Fishburne (1961), Amerikaans acteur
- Andrew Fisher (1991), Bahreins atleet
- Carrie Fisher (1956), Amerikaans actrice
- Gustav Fischer (1915-1990), Zwitsers ruiter
- Noel Fisher (1984), Canadees acteur
- Oliver Fisher (1988), Brits golfer
- Ronald Aylmer Fisher (1890-1962), Brits statisticus, geneticus en evolutiebioloog
- Steven Fisher (1963), Amerikaans acteur, filmregisseur, filmproducent, scenarioschrijver en toneelregisseur, bekend onder het pseudoniem Fisher Stevens
- Robert Fisk (1946-2020), Engels journalist en schrijver

## Fit

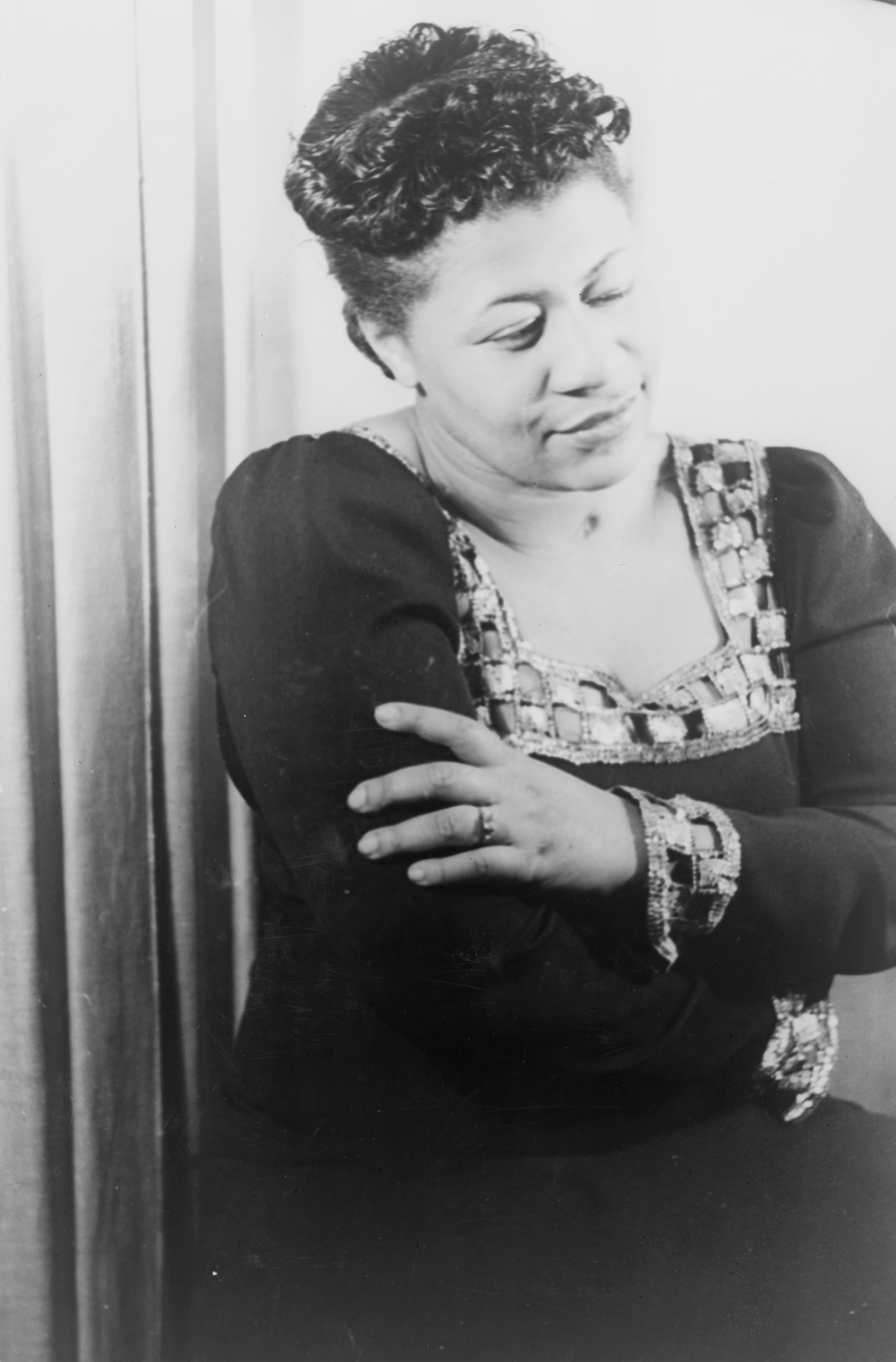
Ella Fitzgerald in 1940

- Val Fitch (1923-2015), Amerikaans kernfysicus en Nobelprijswinnaar
- Elli Robert Fitoussi (1947), Frans popzanger, bekend onder de naam F.R. David
- Christian Fittipaldi (1971), Braziliaans autocoureur
- Emerson Fittipaldi (1946), Braziliaans autocoureur
- Enzo Fittipaldi (2001), Braziliaans autocoureur
- Pietro Fittipaldi (1996), Braziliaans-Amerikaans autocoureur
- Wilson Fittipaldi Jr. (1943-2024), Braziliaans autocoureur
- Jannes Fittje (1999), Duits autocoureur
- Darryl Fitton (1962), Engels darter
- Desmond FitzGerald (1888-1947), Iers politicus
- Ella Fitzgerald (1917-1996), Amerikaans jazzzangeres
- F. Scott Fitzgerald (1896-1940), Amerikaans schrijver
- Garret Fitzgerald (1926), Iers politicus
- Glenn Fitzgerald (1971), Amerikaans acteur
- Martin Fitzmaurice (1940-2016), Engels mastercaller
- Jim Fitzpatrick (1959), Amerikaans acteur, filmproducent, filmregisseur en scenarioschrijver
- John Fitzpatrick (1943), Brits autocoureur
- Leo Fitzpatrick (1978), Amerikaans acteur
- Hugh FitzRoy (1919-2011), Brits hertog

## Fiv
- Alex Fiva (1986), Zwitsers freestyleskiër

## Fix
- Jim Fixx (1932-1984), Amerikaans journalist en auteur

## Fiz
- Martín Fiz (1963), Spaans atleet